# Haematopota perturbans
Haematopota perturbans är en tvåvingeart som beskrevs av Edwards 1916. Haematopota perturbans ingår i släktet Haematopota och familjen bromsar. Inga underarter finns listade i Catalogue of Life.